# Międzynarodowy Festiwal Filmów Niepokalanów we Wrocławiu
Międzynarodowy Festiwal Filmów Niepokalanów (dawniej Międzynarodowy Katolicki Festiwal  Filmów i Multimediów Niepokalanów) – międzynarodowy festiwal odbywający się od 1986 roku w Niepokalanowie i Warszawie, a od 2016 we Wrocławiu organizowany przez Fundację Vide et Crede.
Cykliczne pojawianie się imprezy rozpoczęło w 1986 zorganizowanie w Niepokalanowie I Festiwalu Katolickich Filmów Religijno-Moralnych.